# Mistaria leucopyga
Espèce
Synonymes
- Agalena leucopyga Pavesi, 1883
- Agelena leucopyga niangarensis Lessert, 1927

Mistaria leucopyga est une espèce d'araignées aranéomorphes de la famille des Agelenidae.

## Distribution
Cette espèce se rencontre en Afrique centrale, en Afrique de l'Est et au Yémen.

## Description
Les femelles mesurent de 11 à 16 mm. Les mâles mesurent de 9 à 10 mm.

## Liste des sous-espèces
Selon World Spider Catalog (version 19.5, 14/08/2018) :
- Mistaria leucopyga leucopyga (Pavesi, 1883)
- Mistaria leucopyga niangarensis (Lessert, 1927)

## Publications originales
- Pavesi, 1883 : Studi sugli aracnidi africani. III. Aracnidi del regno di Scioa e considerazioni sull'aracnofauna d'Abissinia. Annali del Museo civico di storia naturale di Genova, vol. 20, p. 1-105 (texte intégral).
- Lessert, 1927 : Araignées du Congo (Premiere partie). Revue Suisse de Zoologie, vol. 34, p. 405-475 (texte intégral).